# Borbély László (színművész)
Borbély László (Budapest, 1962. május 18. –) magyar színész.

## Életpályája
1985-ben végezte el a Színház- és Filmművészeti Főiskolát, majd a József Attila Színházba szerződött. 1990 óta szabadfoglalkozású művész, 1991-től saját reklámügynökséget működtet Klapp Produkció Reklámszervező Kft. néven. 1991-ben a Danubius Rádió, 1996-ban a Top TV műsorvezetője volt. 1996–2000 között az Amszterdam-Maastrichti Nyári Egyetem diákja volt. 1996–1999 között a pozitív gondolkodók rendezvény- és médiasorozatának vezetője volt. 1998-ban a JaBo zenekar egyik alapító tagja, lemez címe: night & day volt.

## Színházi szerepei
- Muşatescu: Titanic keringő … Decebal
- Brecht: Mahagonny városának tündöklése és bukása …
- William Shakespeare: III. Richárd … Második bérgyilkos
- Carlo Goldoni: A hazug … Brighella
- William Shakespeare: „Színház az egész világ” … Edmund; Prospero; Apród
- Anouilh: Eurydike … Az apja
- Gyárfás Endre: Dörmögőék vidámparkja … Berci
- Bolton-McGowan: Vadnők … Sam Mason
- Comden-Geen: Taps …
- Kesey: Kakukkfészek … Dr. Spivey
- Popplewell: A hölgy fecseg és nyomoz … Maximin
- Boccaccio: Das Dekameronical … Egy kövérkés idős lelkipásztor; Lambertuccio lovag; Szolga
- Gandillot: A kikapós patikárius … Casimir
- Shaw: Candida … Eugene Marchbanks
- Kiss Dénes: Héterősek … Főfőstrázsa
- Zell-Genée: Boccaccio … Leonetto
- Brecht-Weill: Koldusopera … Kikiáltó
- Carlo Goldoni: Szmirnai komédiások … Beltrame
- Gáspár Margit: A császár messze van … Ábrahám
- William Shakespeare: Vízkereszt, vagy amit akartok, avagy nem a ruha teszi … Bohóc
- Selmeczi-Nógrádi: Még ma! … Dénes
- William Shakespeare: Sok hűhó semmiért … Második őr
- Schwajda György: A csoda … Vizsgabiztos
- Faragó Zsuzsa: Budapest anno… avagy az Orfeum alászáll…
- Frenkó Zsolt: Egy szoknya, egy nadrág … Portás
- Végh Antal: Epizódok egy helytartó életéből … Rákosi; Hruscsov; Pap
- Carroll: Alice Csodaországban … Mormota; Fakutya
- Máray Tibor: Búcsúlevél … Balogh Oszkár
- Frenkó Zsolt: Súgni tudni kell…! … Hajas András
- Fábri Péter: Kolumbusz, az őrült spanyol hányattatásai szárazon és vízen, avagy egy vállalkozó odisszeiája … Bobadilla
- Puskin: Don Juan kő-vendége … Kőszobor; Don Carlos; Barát
- Puskin: Mozart és Salieri … Salieri
- Fierstein: Elvarratlan szálak … Arthur
- Deval: Potyautas … Ogden

## Filmjei

### Játékfilmek
- Apa, aki a kukoricásban szülte meg gyermekét
- Az agglegény (1990)
- Vortice mortale (1993)
- Túl az életen (1997)
- A bukás (1998)
- The Fall (1999)
- Hazudós Jakab (1999)
- Max (2002)

### Tévéfilmek
- Kártyaaffér hölgykörökben (1987)
- S.O.S. Szobafogság! (1987)
- Zenés TV Színház (1987)
- Hölgyek és urak (1991)
- Ashenden (1991)
- Kösszép (1992)
- Família Kft. (1992)
- Privát kopó (1993)
- Útlevél a halálba (1993)
- Kisváros (1993)
- Rizikó (1993)
- Rádióaktív BUÉK (1993)
- Royce (1994)
- Kis Romulusz (1994)
- Patika (1995)
- Szomszédok (1995-1999)
- Koldus és királyfi (2000)
- Pasik! (2000)
- Linda (2002)
- Painkiller Jane (2007)

## Szinkronszerepei
- Alvin és a mókusok: Ian – David Cross
- A sárkány közbelép: Roper – John Saxon
- A titokzatos Shut: Hádzsi Hálef Omar – Ralf Wolter
- Az aztékok kincse: Andreas Hasenpfeffer – Ralf Wolter
- Az ellenkező nem: Louis Carbonelli – Joe Pantoliano
- Az oroszlánkirály: Banzai – Cheech Marin
- Balfácán: David Wayne – Patrick Dollaghan
- Délidő: Borbély – William ’Bill’ Phillips
- Fenyegetés: Greg – Christopher S. Nelson
- Gyilkosság Coweta megyében: Robert Lee Gates – Brent Jennings
- Jó reggelt, Vietnam!: Dan Levitan – Richard Portnow
- Kegyetlen bánásmód: Freddy Bender – Richard Jenkins
- Ki a nyerő: Thierry Denoël – Henri Guybet
- Lőjj a vadászra!: Matt Hunter – Michael Dudikoff
- Mesterségük a háború: Musa Atwa – Adrian Waldron
- Némó nyomában: Protkó – Barry Humphries
- Oroszlánkirály: Zordon - Jeremy Irons
- Old Shatterhand: Sam Hawkens – Ralf Wolter
- Pokolfajzat: Grigori Rasputin – Karel Roden
- Querelle: Beszélő
- A rejtőzködő: Lloyd Gallagher – Kyle MacLachlan
- Sátánka – Pokoli poronty: Todd – Allen Covert
- Sebhelyek: Henry Wayne – Tom Arnold
- Sivár vidék: Jack – Bryan Montgomery
- Space Jam – Zűr az űrben: Elmer Fudd – Billy West
- Túl a sövényen: Tigris – Omid Djalili
- Veszett kopó: Doug – Jeff Qualle
- Zorro jele: Zorro – Clint Douglas
- Zorro: Don Diego de la Vega/Zorro - Guy Williams